# Bélajablánc község
Bélajablánc község (románul: Comuna Iablanița) község Krassó-Szörény megyében, Romániában. Központja Bélajablánc, beosztott falvai Globukrajova, Petnek.

## Népessége
A 2011-es népszámlálás adatai alapján a község népessége 2281 fő volt.